# 546235 Kolbenheyer
546235 Kolbenheyer è un asteroide della fascia principale. Scoperto nel 2010, presenta un'orbita caratterizzata da un semiasse maggiore pari a 2,3349676 au e da un'eccentricità di 0,1167934, inclinata di 8,22395° rispetto all'eclittica.